# Ferdinand Maria Heinrich von Buquoy
Ferdinand Maria Jindřich hrabě Buquoy-Longueval (německy Ferdinand Maria Heinrich Graf von Buquoy-Longueval; 15. září 1856 Vídeň – 27. září 1909 Šempeter pri Gorici), byl česko-rakouský šlechtic a rakousko-uherský, respektive předlitavský politik. Od mládí byl aktivní v politice jako poslanec českého zemského sněmu, v letech 1904–1906 byl rakouským ministrem zemědělství. Vlastnil statky v severozápadních Čechách a inicioval novogotickou přestavbu hradu Hauenštejn, kde s rodinou trvale sídlil.

## Biografie

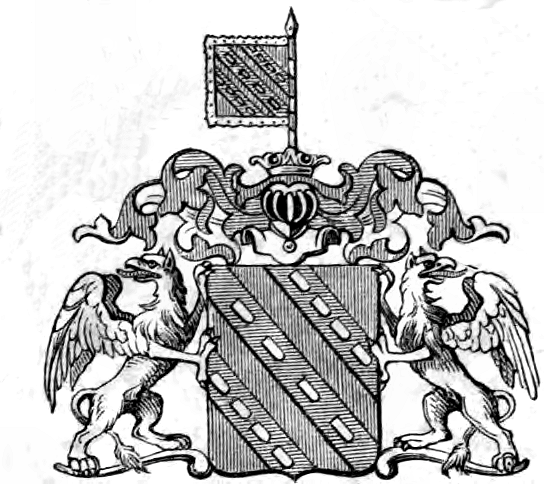
Erb rodu Buquoyů

Pocházel ze starého šlechtického rodu Buquoyů usazeného od 17. století v Čechách. Narodil se jako třetí syn hraběte Jiřího Jana Jindřicha Buquoye (1814–1882) a jeho manželky Sophie, rozené princezny Oettingen-Wallersteinové (1829–1897). O Ferdinandově dětství a mládí není příliš mnoho zpráv, pravděpodobně ale vystudoval gymnázium v Praze nebo ve Vídni, poté absolvoval krátkou službu v armádě. Při dělení rodového majetku ještě za otcova života převzal v roce 1878 do správy velkostatky v severozápadních Čechách (Horní Hrad, Měděnec) o celkové rozloze 2 500 hektarů půdy. Sídelní hrad Hauenštejn prošel v polovině 19. století přestavbou na zámek za Ferdinandovy babičky Gabriely. Ferdinand se na Hauenštejnu chtěl trvale usadit a hned po převzetí majetku přistoupil k druhé etapě přestavby hradu, která proběhla v letech 1878–1882 v pseudogotickém stylu.
Od doplňovacích voleb v roce 1887 zasedal na Českém zemském sněmu, kam byl zvolen za kurii velkostatkářskou. Mandát obhájil v řádných zemských volbách v roce 1889. Patřil ke Straně konzervativního velkostatku. Rezignace na mandát byla oznámena v září 1892.
Vrchol jeho politické kariéry nastal na počátku 20. století, kdy se za vlády Ernesta von Koerbera stal dodatečně ministrem zemědělství. Post si udržel i v následující druhé vládě Paula Gautsche a vládě Konrada Hohenloheho. Funkci zastával v období 24. října 1904 – 28. května 1906.
Kromě politických aktivit se zúčastnil také několika diplomatických cest, v roce 1890 byl členem diplomatické mise do Ruska a v roce 1902 byl v Londýně přítomen korunovaci Eduarda VII. Již v roce 1877 se stal čestným rytířem Maltézského řádu, v roce 1886 obdržel hodnost c. k. komořího a jako člen vlády byl nakonec jmenován c. k. tajným radou (1905). Za zásluhy o monarchii byl nositelem Řádu železné koruny I. třídy (1906), ve funkci ministra zemědělství získal i vyznamenání od několika zahraničních panovníků (pruský Řád červené orlice 1906, ruský Řád Bílého orla 1906, saský Řád Albrechtův 1906).
Je pohřben v Buquoyské hrobce v Nových Hradech v jižních Čechách.

## Rodina

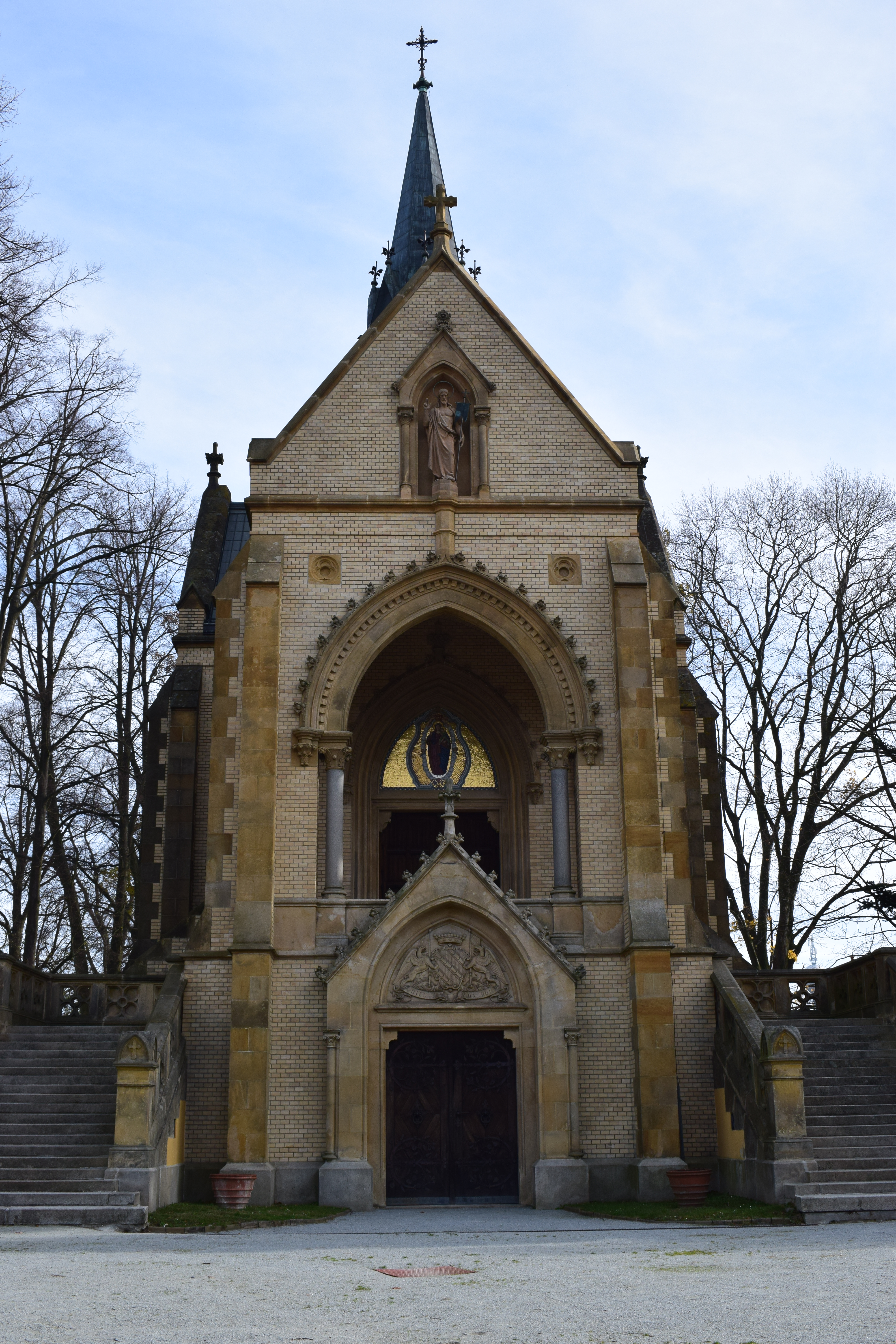
Rodová hrobka v Nových Hradech

V roce 1882 se v Badenu u Vídně oženil s hraběnkou Henriettou Cappyovou (1857–1929), dcerou c. k. komořího a plukovníka hraběte Jindřicha Cappyho (1819–1889) z původně mantovské rodiny usazené v Uhrách. Henrietta se v mládí zúčastnila cesty arcivévodkyně Marie Kristýny do Španělska k jejímu sňatku s králem Alfonsem XII. Později byla Henrietta c. k. palácovou dámou a dámou Hvězdového řádu, nakonec před zánikem monarchie zastávala post nejvyšší hofmistryně arcivévodkyně Marie Annunziaty. Z manželství s Ferdinandem Buquoyem pocházely čtyři děti, synové 
- 1. Karel Jiří (9. 3. 1885 Vídeň – 17. 5. 1952 Brno), poslední majitel buquoyského velkostatku do roku 1945, manž.. 1914 Marie Valerie Kinská z Vchynic a Tetova (28. 8. 1896 Vídeň – 24. 1. 1963 Seyfriedsberg)[13]
- 2. Terezie Žofie (4. 6. 1888 Olesno – 5. 11. 1968 Mnichov), svobodná a bezdětná[13]

- 3. Jindřich Albert (6. 9. 1892 Hauenštejn – 21. 12. 1959 Laupheim), manž. 1941 Marie Anna Korbová z Weidenheimu (25. 5. 1908 Vernéřov – 2. 9. 1975 Feldkirchen-Westerham)[13]

- 4. Ferdinand Filip (5. 2. 1896 Hauenštejn – 30. 9. 1975 Bad Neustadt an der Saale), svobodný a bezdětný[13]

Nejstarší syn Karel Jiří kromě otcova majetku zdědil v roce 1911 po strýci Karlovi také hlavní rodová sídla v jižních Čechách (Rožmberk, Nové Hrady) a byl posledním vlastníkem buquoyských velkostatků v Československu.
Ferdinandův starší bratr Karel (1854–1911) byl též poslancem českého zemského sněmu a také dědičným členem panské sněmovny. Vlastnil hlavní rodový majetek Buquoyů v jižních Čechách (Rožmberk, Nové Hrady), ale protože zemřel bez mužského potomstva, dědictví přešlo na Ferdinandova syna Karla Jiřího.
Ferdinandův švagr Josef Filip Thun-Hohenstein (1856–1932) působil ve státních službách a v letech 1898–1906 byl zemským prezidentem ve Slezsku.